# Kentin Mahé
Kentin Alain Pierre-Marie Mahé (ur. 22 maja 1991 roku w Paryżu) – francuski piłkarz ręczny, reprezentacji kraju, grający na pozycji lewoskrzydłowego i środkowego rozgrywającego. Występował w Veszprém KSE. Od sezonu 23/24 jest zawodnikiem VfL Gummersbach (GER) 
Na igrzyskach olimpijskich w Rio de Janeiro poniósł porażkę w finałowym spotkaniu z reprezentacją Danii 26:28, zdobywając srebrny medal.
W dorobku posiada również dwa złote medale mistrzostw świata. Na mistrzostwach świata w 2013 roku w Hiszpanii odpadli w ćwierćfinale po porażce z Chorwatami 23:30. Już na następnych zawodach w Katarze wrócili na zwycięską ścieżkę. w decydującym o złotym medalu pojedynku pokonali reprezentację gospodarzy 25:22. W 2017 roku podczas mistrzostw świata w swojej ojczyźnie okazali się najlepsi, wygrywając w finale z reprezentacją Norwegii 33:26. Dwa lata później na mistrzostwach świata w Niemczech i Danii zdobył brązowy medal. W meczu o trzecie miejsce pokonali reprezentację Niemiec 26:25.
Posiada też jeden złoty medal Mistrzostwa Europy w piłce ręcznej mężczyzn, który zdobył podczas w 2018 roku na mistrzostwach Europy w Chorwacji zdobyli brązowy medal po zwycięstwie nad Duńczykami 32:29.

## Sukcesy

### Reprezentacyjne
Igrzyska olimpijskie:
- Tokio 2020
- (Rio de Janeiro 2016)

Mistrzostwa Świata:
- (Katar 2015, Francja 2017)
- (Polska/Szwecja 2023)
- (Niemcy/Dania 2019)

Mistrzostwa Europy:
- (Chorwacja 2018)

### Klubowe
Puchar EHF:
- (2015)

Puchar Zdobywców Pucharów:
- (2012)

IHF Super Globe:
- (2013)

Mistrzostwa Niemiec:
- (2018)
- (2016, 2017)

Puchar Niemiec:
- (2016, 2017)

## Odznaczenia
- Chevalier Orderu Legii Honorowej – 2021[5]
- Chevalier Orderu Narodowego Zasługi – 2016[6]